# (22348) Schmeidler
(22348) Schmeidler est un astéroïde de la ceinture principale.

## Description
(22348) Schmeidler est un astéroïde de la ceinture principale. Il fut découvert le 24 septembre 1992 à Tautenburg par Lutz Dieter Schmadel et Freimut Börngen. Il présente une orbite caractérisée par un demi-grand axe de 2,28 UA, une excentricité de 0,08 et une inclinaison de 0,7° par rapport à l'écliptique.

## Compléments